# Галузевий державний архів Служби зовнішньої розвідки України
Галузевий державний архів Служби зовнішньої розвідки — структурний підрозділ Служби зовнішньої розвідки, утворений у 2007 році. Утримує документи колишнього першого управління КҐБ, відповідального за зовнішню розвідку. 
Публічної інформації про обсяги архіву, їхній зміст та умови роботи сайт архіву не подає. 
Після появи Указу Президента України «Про розсекречення, оприлюднення та вивчення архівних документів, пов'язаних з українським визвольним рухом, політичними репресіями та голодоморами в Україні» № 37/2009 Служба зовнішньої розвідки почала подавати в засоби масової інформації повідомлення про віднайдення в архіві важливих історичних документів, зокрема про діяльність Симона Петлюри, Володимира Винниченка, Павла Скоропадського, Юрія Тютюнника, про події Другої світової війни. Протягом 2009 року Українському інституту національної пам'яті передано цифрові копії близько 5 тисяч історичних документів з цього архіву.
Матеріали репресивних органів комуністичного тоталітарного режиму, які є в архіві, планується передати до Галузевого державного архіву УІНП, коли він отримає приміщення.